# Coupe du Portugal de football 1956-1957
Navigation
1955-1956 1957-1958

La Coupe du Portugal de football 1956-1957 est la 17e édition de la Coupe du Portugal de football, considéré comme le deuxième trophée national le plus important derrière le championnat. 
La finale est jouée le 2 juin 1957, au stade national du Jamor, entre le Benfica Lisbonne et le Sporting Clube da Covilhã. Le Benfica remporte son neuvième trophée en battant le Sporting Covilhã 3 à 1.

## Finale
| 2 juin 1957 | Benfica Lisbonne | 3 - 1   | Sporting Clube da Covilhã | Stade national du Jamor      |                              |
|             |                  | (2 - 1) |                           | Arbitrage : Francisco Guerra | Arbitrage : Francisco Guerra |
|             | Feuille de match |         |                           | Arbitrage : Francisco Guerra | Arbitrage : Francisco Guerra |